# Dorfkirche Drense

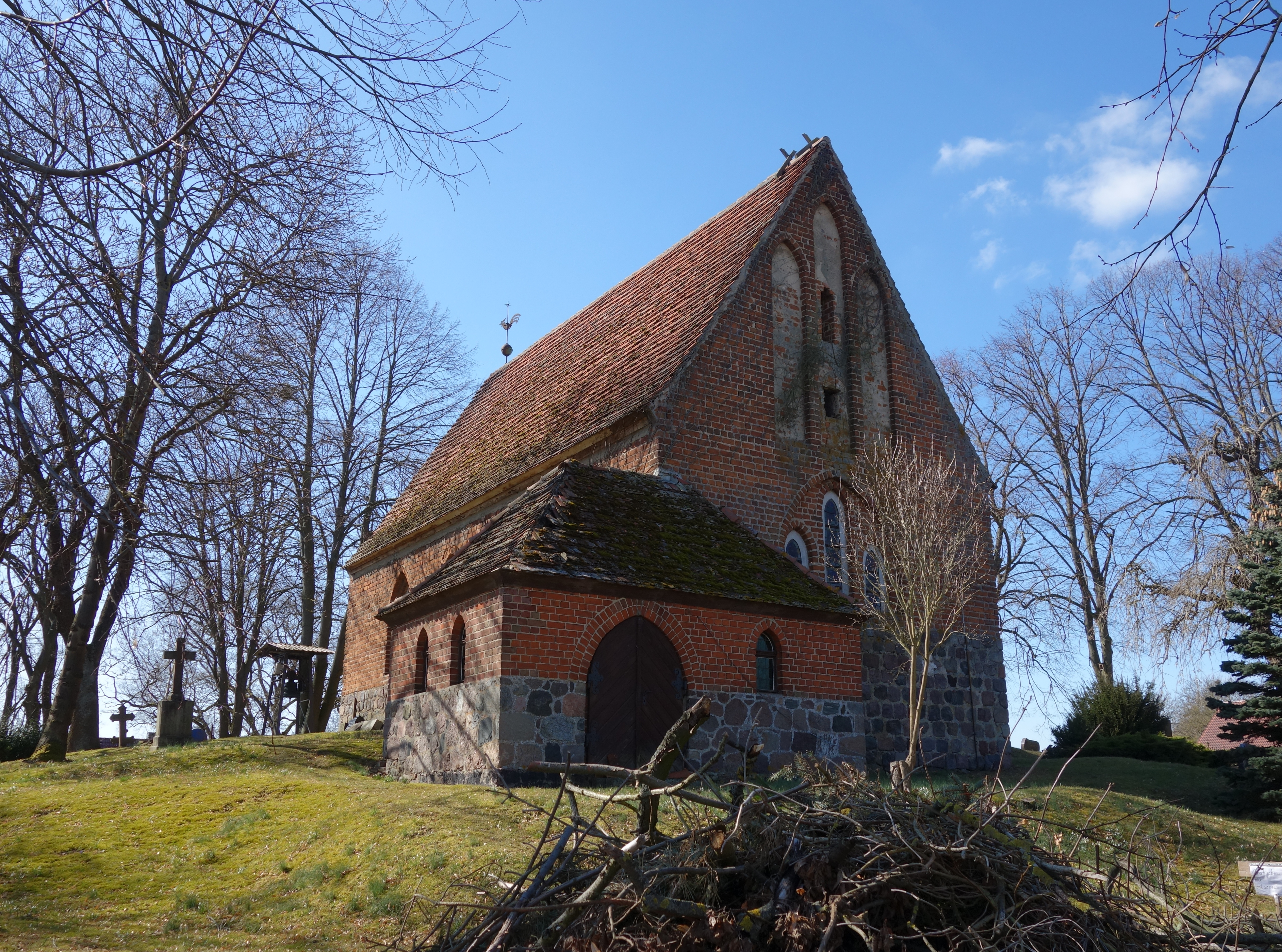
Dorfkirche Drense

Die evangelische, denkmalgeschützte Dorfkirche Drense steht in Drense, einem Ortsteil der Gemeinde Grünow im Landkreis Uckermark von Brandenburg. Die Kirchengemeinde gehört zum Pfarrsprengel Drense im Kirchenkreis Uckermark der Evangelischen Kirche Berlin-Brandenburg-schlesische Oberlausitz.

## Beschreibung
Die Saalkirche wurde im ausgehenden 14. Jahrhundert aus Backsteinen über einem Sockel aus Feldsteinen erbaut. Nach einem Brand wurde sie nach 1964 mit einem Satteldach ohne den ursprünglichen Dachreiter restauriert. Die Kirchenglocke wurde in einem Glockenträger untergebracht. An der Ostwand befinden sich im Giebel drei hohe, schlanke Blenden. Darunter ist in einer spitzbogigen Blende eine Gruppe von drei Fenstern angeordnet. Der Innenraum ist mit einer Holzbalkendecke überspannt.